# Miguel Martins Abrahão
Œuvres principales
A Escola, onde está um, estão todos, A Pele do Ogro, O Bizantino, O Dinheiro, Alta Sociedade, As Comadres, Sarinha, a Bombinha
Miguel Martins Abrahão (né le 25 janvier 1961, à São Paulo), dit Miguel M. Abrahão, est un dramaturge, historien et écrivain  brésilien.

## Biographie
Miguel M. Abrahão a étudié en histoire, le marketing et l'éducation, ayant occupé diverses activités dans les établissements d'enseignement, en plus de consacrer beaucoup de son temps à la littérature . Il a enseigné l'histoire du Brésil pour le programme de premier cycle en journalisme à l'Université méthodiste de Piracicaba (UNIMEP) dans les années 1980. Cette institution a été également responsable de la mise en œuvre du UNIMEP Center Theater en 1979; il a coordonné toutes les activités pour le théâtre jusqu'à l'année 1981.
La plupart de ses travaux pour les enfants et les jeunes, cependant, bien écrites durant son adolescence, n'a pas été publié dans le livre de 1983.
Il réside actuellement à Rio de Janeiro, avec sa femme et ses enfants.

## Œuvres

### Théâtre
- As aventuras do Saci Pererê (théâtre pour enfants, 1973)
- Pimpa, a Tartaruga (théâtre pour enfants, 1973)
- O Dinheiro (comédie en deux actes, 1976)
- Armadilha (drame policier, 1976)
- No Mundo Encantado da Carochinha (théâtre pour enfants, 1976)
- O Descasamento (farce en deux acte, 1977)
- Pensão Maloca (comédie en deux actes, 1977)
- A Casa (comédie) (comédie en deux actes, 1978)
- O Covil das Raposas (comédie en deux actes, 1978)
- O Chifrudo (comédie en deux actes, 1978)
- Pássaro da Manhã (dramatique pour adolescents, 1978)
- Alta-Sociedade (comédie en deux actes, 1978)
- O Minuto Mágico (comédie en deux actes, 1981)
- As Comadres (comédie en deux actes, 1981)
- Três (drame philosophique , 1981)
- A Escola (drame historique, 1983)
- Bandidos Mareados (théâtre pour enfants, 1983)
- O Rouxinol do Imperador (théâtre pour enfants, 1992)

### Romans principaux
- O Bizantino (1984)
- A Pele do Ogro (1996)
- O Strip do Diabo (1996)
- A Escola, onde está um, estão todos (2007)

### Œuvres pour enfance et jeunesse
- As Aventuras de Nina, a Elefanta Esquisita (1971)
- As aventuras do Saci Pererê (1973)
- Biquinho (1973)
- Pimpa, a Tartaruga (1973)
- Confissões de um Dragão (1974)
- Lateco (1974)
- Arabela (1974)
- Junior, o Pato (1974)
- Bonnie e Clyde (1975)
- O Mistério da Cuca (1975)
- O Império dos Bichos (1979)
- O Caso da Pérola Negra (1983)

### Essais
- Introdução aos Estudos Históricos (didactique, 1985)
- História Antiga e Medieval (didactique, 1992)
- História Antiga (didactique, 1992)
- História Medieval (didactique, 1992)